# Paul Zaunert
Paul Zaunert (n. 20 octombrie 1879, Bielefeld - d. 24 februarie 1959, Kassel-Wilhelmshöhe) a fost un cercetător și folclorist german. Doctor în filologie, a fost începând din 1922 coeditor al seriei Die Märchen der Weltliteratur (Basme din literatura universală), iar din 1925 al seriei Deutsche Volkheit. Importanța sa remarcabilă constă în editarea mai multor colecții de basme din folclorul universal.

## Scrieri proprii
- Bürgers Verskunst, Marburg 1911
- Das deutsche Volksbuch von Karl dem Großen, Jena 1929
- Das Werden des deutschen Volkes, Berlin 1939
- Der Alte Fritz. Volksgeschichten nacherzählt, Köln 1939

## Colecții de basme publicate
- Afrikanische Märchen (Jena, Diederichs, 1921)
- Buddhistische Märchen aus dem alten Indien (Jena, Diederichs, 1921)
- Das deutsche Volksbuch von Karl dem Großen (Jena, Diederichs, 1929)
- Der Alte Fritz - Volksgeschichten (Hermann Schaffstein Verlag, Köln, 1942)
- Deutsche Märchen seit Grimm (Eugen Diederichs Verlag, 1964)
- Deutsche Natursagen 1 Reihe Von Holden und Unholden (Jena, Diederichs, 1921)
- Deutsche Schwänke (Jena, Eugen Diederichs, 1942)
- Deutsche Volksmärchen seit Grimm (Fischer Verlag, 1977)
- Deutscher Sagenschatz
- Deutsches Märchenbuch (Düsseldorf, Diederichs)
- Die Märchen der Weltliteratur - Deutsche Märchen Seit Grimm (Jena, Eugen Diederichs Verlag, 1912)
- Die Märchen von Goethe Tieck Fouqué und Chamisso
- Die Stämme im neuen Reich
- Die Zauberflöte Märchen der europäischen Völker
- Die deutschen Stämme
- Finnische und estnische Volksmärchen (Jena, Eugen Diederichs, 1922)
- Französische Volksmärchen (Jena, Diederichs, 1923)
- Freiligraths Werke (Leipzig und Wien, Bibliographisches Institut)
- Hessen Nassauische Sagen (Jena, Diederichs, 1929)
- Indische Märchen
- J. K. A. Musäus: Volksmärchen der Deutschen (Jena, Diederichs, 1912)
- Kaukasische Märchen (Jena, Diederichs, 1922)
- Kinder und Hausmärchen gesammelt durch die Brüder Grimm (Jena, Eugen Diederichs Verlag, 1912)
- Marienlegenden nach alten niederländischen Texten
- Musäus Volksmärchen der Deutschen (Jena, Eugen Diederichs Verlag, 1922)
- Märchen aus Frankreich (Altberliner Verlag, 1959)
- Plattdeutsche Märchen
- Reihe Meyers Klassiker Ausgaben Hoffmanns Werke (Leipzig-Wien, Bibliographisches Institut)
- Rheinland Sagen Zweiter Band Das Rheintal von Bonn bis Mainz - Volksglaube der Gegenwart (Jena, Eugen Diederichs Verlag, 1924)
- Vlämische Sagen Legenden und Volksmärchen (Jena, Eugen Diederichs Verlag, 1917)
- Westfälische Sagen (Jena, Eugen Diederichs Verlag, 1927)
- Wunderbare Weltreise Märchen aus fünf Erdteilen (Reutlingen, Enßlin & Laiblin Verlag, 1951)